# Shoes Of Lightning
Shoes Of Lightning is een nummer en single van de Nederlandse band Racoon. Het nummer is geschreven als anthem voor 3FM Serious Request 2013. Op 26 november werd bij het ochtendprogramma van Giel Beelen, GIEL het nummer voor het eerst gespeeld. Shoes Of Lightning werd geschreven voor de jaarlijkse actie van radiozender 3FM, die in 2013 werd georganiseerd om kindersterfte door diarree terug te dringen. De gehele opbrengst door downloads van de single gaan direct naar het goede doel. In november en december werd het nummer uitgeroepen tot Megahit en drong het de Single Top 100 en Nederlandse Top 40 binnen.

## Hitnoteringen
| Hitlijst           | Datum van binnenkomst | Hoogste positie | Aantal weken | Laatste notering |
| ------------------ | --------------------- | --------------- | ------------ | ---------------- |
| Single Top 100     | 30-11-2013            | 5               | 19           | *                |
| Nederlandse Top 40 | 14-12-2013            | 26              | 2            | *                |

### NPO Radio 2 Top 2000
| Nummer met noteringen in de NPO Radio 2 Top 2000 | '14 | '15 | '16 | '17 | '18  | '19  | '20  | '21  | '22  | '23  | '24  |
| ------------------------------------------------ | --- | --- | --- | --- | ---- | ---- | ---- | ---- | ---- | ---- | ---- |
| Shoes Of Lightning                               | 184 | 420 | 690 | 934 | 1122 | 1350 | 1177 | 1467 | 1612 | 1697 | 1791 |

1. ↑  Een vetgedrukt getal geeft de hoogste notering aan.
2. ↑  2014 was het eerste jaar met een notering voor dit nummer.